# 岡山県看護協会
公益社団法人岡山県看護協会（こうえきしゃだんほうじんおかやまけんかんごきょうかい、英称：Okayama Nursing Association）は、岡山県知事所管の岡山県の看護師を会員とする公益社団法人。

## 本部所在地
- 岡山県看護協会看護研修センター：〒700-0805 岡山県岡山市北区兵団4-31

## 訪問看護ステーション
民間の訪問看護ステーションが代行している。